# Nové Petrovice

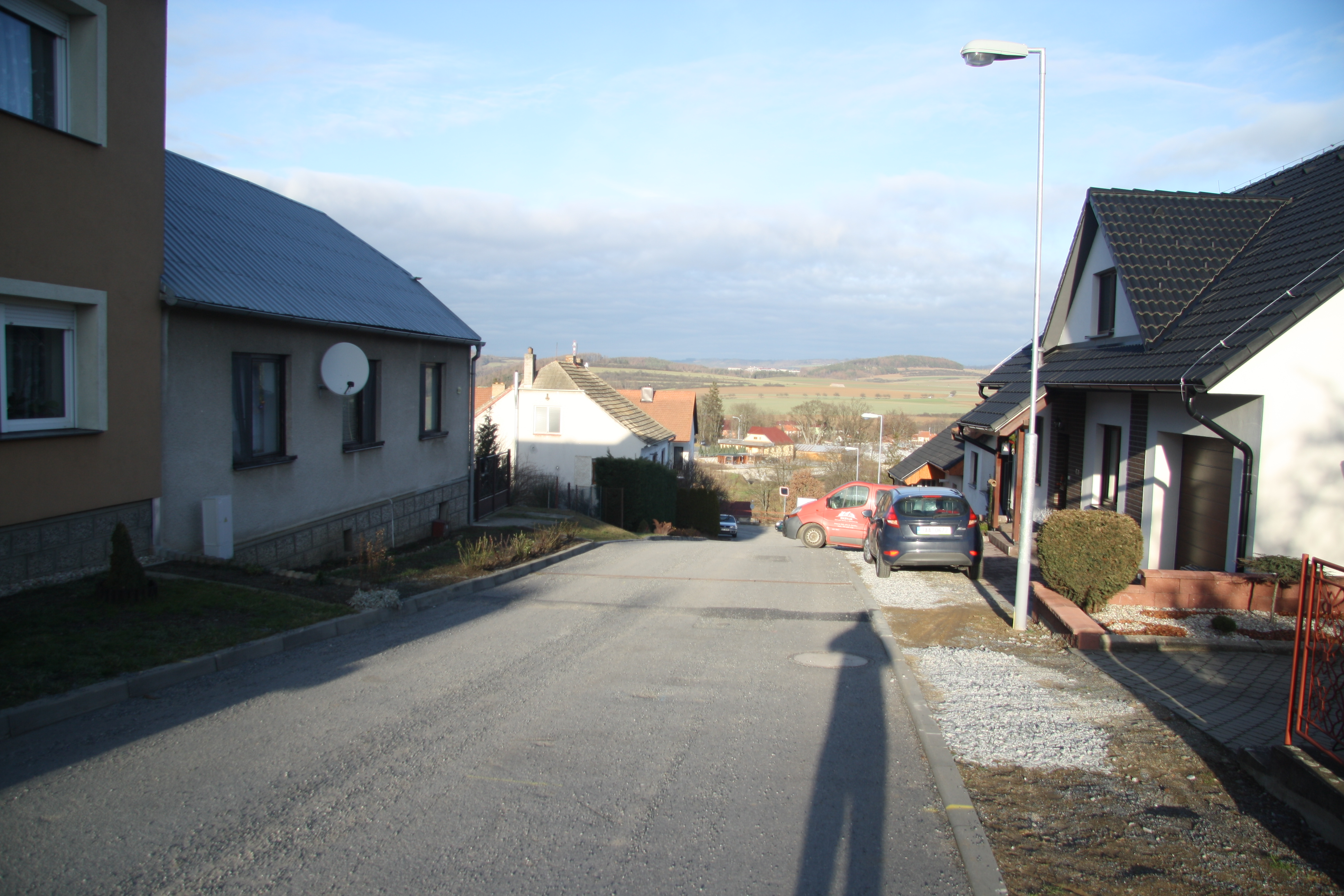
Ulice Srázná

Nové Petrovice jsou osada a katastrální území obce Okříšky v okrese Třebíč. Nachází se severovýchodně od Okříšek, západně od řeky Jihlavy, asi 10,7 km severozápadně od centra Třebíče a 8,2 km od okraje jejího zastavěného území. Je obklopena obcemi Okříšky na jihozápadě, Petrovice na jihovýchodě a Přibyslavice na severu. Osadou prochází silnice III/40510. Zahrnuje ulice Tovární, Mlýnská, Srázná, Partyzánská a část ulice Nádražní. V roce 2011 zde žilo 286 obyvatel v 99 domech. Osada není zmíněna na příjezdových cestách, značky ukazují pouze název Okříšky.

## Historie
Osada vznikla v roce 1912. V té době patřila k obci Petrovice; k Okříškám se připojila až roku 1967. Od roku 2003 se zde pravidelně konají Novopetrovické slavnosti. Nové Petrovice mají vlastní znak – levá polovina znaku je stejná jako levá polovina znaku Okříšek, pravá polovina je fialová s černými písmeny NP.

### Vývoj počtu obyvatel
Údaje o počtu obyvatel jsou dostupné od roku 1980.
| Rok            | 1980 | 1991 | 2001 | 2011 |
| -------------- | ---- | ---- | ---- | ---- |
| Počet obyvatel | 243  | 267  | 303  | 286  |
| Počet domů     | 67   | 83   | 97   | 99   |